# Politický okres Frýdek
Politický okres Frýdek byl politickým okresem v Českém Slezsku na území Těšínska. Existoval celkem dvakrát a to nejprve v letech 1850-1855, poté byl rozdělen na smíšený okres Bohumín a smíšený okres Frýdek. V letech 1868-1901 byl celý původní politický okres připojen s výjimkou města Frýdek k politickému okresu Těšín. Poté byl 1. října 1901 politický okres Frýdek obnoven a existoval pak do 30. června 1942. Centrem politického a smíšeného okresu Frýdek bylo město Frýdek.

## Vymezení okresu

### Období 1850-1855
Politický okres Frýdek se v tomto období skládal ze dvou okresů soudních, jimiž byly:
- Soudní okres Bohumín s obcemi Bohumín, Dětmarovice, Heřmanice, Hrušov, Kakolna, Kopitov (Bohumín), Lipina, Malé Kunčice, Michálkovice, Muglinov, Petřvald, Polská Lutyně, Polská Ostrava, Pudlov, Radvanice, Rychvald, Ženyžel (Ternychl), Skřečoň, Wierznowice, Zablovice, Zámošť a Vrbice.
- Soudní okres Frýdek s obcemi Frýdek, Nové Dvory, Bartovice, Bruzovice, Dobrá, Horní Datyně, Janovice, Kaňovice, Krásná, Lískovec, Lubno, Malenovice, Morávka, Nižní Lhoty, Nošovice, Pazderna, Pražmo, Prostřední Bludovice, Pržno, Raškovice, Řepiště, Rakovec, Sedliště, Skalice, Staré Hamry, Staré Město, Šenov, Václavovice, Vojkovice, Vyšní Lhoty, Žermanice.

### Období 1855-1868
Oba soudní okresy tvořily ve svých původních hranicích samostatné smíšené okresy Bohumín a Frýdek.

### Období 1868-1901
Oba dosavadní smíšené okresy byly staly soudními okresy politického okresu Těšín. Výjimkou se stalo město Frýdek, které pak do 30. listopadu 1928 tvořilo statutární město, nicméně z hlediska soudnictví bylo součástí soudního okresu Frýdek.

### 1901-1903
Politický okres Frýdek byl kvůli špatnému spojení s Těšínem obnoven, přičemž jeho území bylo nyní tvořeno územím soudního okresu Frýdek bez města Frýdku.

### 1904-1942
1. ledna 1904 byl politický okres Frýdek rozšířen o území nově zřízeného soudního okresu Polská Ostrava, který byl za První republiky přejmenován na Slezskou Ostravu. 1. prosince 1928 pak bylo území politického okresu rozšířeno o město Frýdek, které ztratilo postavení statutárního města. Po Mnichovské dohodě došlo ke změně východní hranice politického okresu, neboť části některých obcí připadly Polsku. 1. července 1941 se Moravská Ostrava stala statutárním městem a byla mimo jiné rozšířena o celý soudní okres Slezská Ostrava a obec Kunčice ze soudního okresu Frýdek.

## Zánik okresu a další vývoj
Politický okres Frýdek zanikl k 1. červenci 1942, kdy byl připojen k politickému okresu Místek. Po intervencích místních Němců došlo k 1. lednu 1943 k přejmenování spojeného okresu na Frýdek, nicméně okresní úřad sídlil i nadále v Místku. Soudní okres Frýdek však existoval i nadále až do roku 1949, kdy byl zrušen. Jeho součástí byla i nadále bývalá obec Kunčice, která nyní již trvale tvořila součást sjednoceného statutárního města Ostravy. V letech 1945-1948 se sloučený okres nazýval Místek a byl součástí Slezské expozitury země Moravskoslezské.